# 王獻芝
王獻芝（1500年—？年），字德仁，號湛塘，直隸徽州府歙縣人，明朝政治人物。

## 生平
嘉靖四年（1525年）乙酉科應天府鄉試第十五名舉人，嘉靖十一年（1532年）壬辰科會試二百七十三名，廷試三甲一百四十三名進士。吏部觀政，授行人，十四年十一月选授南京山西道試監察御史，十九年三月因舉劾太濫，降為州判，陞府推官，南京戶部主事，改工部主事，止。

## 家族
曾祖王永良；祖王瑗，封工部主事；父王寵，州同知，前刑部員外郎；母方氏（封安人）。慈侍下，妻于氏，弟獻葵；獻蓋。